# Interazione risonante
Nei sistemi dinamici non lineari, un'interazione risonante è l'interazione di tre o più onde, spesso ma non sempre di piccola ampiezza. Le interazioni risonanti si verificano quando vengono soddisfatti dei criteri che accoppiano i vettori d'onda e la relazione di dispersione. Le sue applicazioni più importanti e ben sviluppate compaiono nello studio delle onde di gravità, ma se ne trovano numerose dall'astrofisica e dalla biologia all'ingegneria e alla medicina. Il lavoro teorico sulle equazioni alle derivate parziali fornisce importanti approfondimenti sulla teoria del caos. Le interazioni risonanti permettono alle onde di compiere processi di scattering elastico o di diffusione, o di diventare instabili. I processi di diffusione sono responsabili dell'eventuale termalizzazione della maggior parte dei sistemi non lineari; le instabilità offrono informazioni sul caos in sistemi con un gran numero di gradi di libertà e sulla turbolenza.

## Discussione
Il concetto alla base è che quando l'energia e la quantità di moto di diversi modi vibrazionali si sommano a zero, sono liberi di mescolarsi insieme attraverso la non linearità del sistema in esame. I modi per le quali l'energia e la quantità di moto non si sommano a zero non possono interagire, poiché ciò implicherebbe una violazione della conservazione di energia o della quantità di moto. La quantità di moto di un'onda è data dal suo vettore d'onda {\displaystyle k} e la sua energia {\displaystyle \omega } deriva dalla relazione di dispersione per il sistema.
Ad esempio, per tre onde in un mezzo continuo, la condizione di risonanza è convenzionalmente scritta imponendo che {\displaystyle k_{1}\pm k_{2}\pm k_{3}=0} e anche che {\displaystyle \omega _{1}\pm \omega _{2}\pm \omega _{3}=0}, il segno meno viene preso a seconda di come l'energia viene ridistribuita tra le onde. Per le onde in mezzi discreti, come nelle simulazioni al computer su un reticolo o in sistemi a stato solido (non lineari), i vettori d'onda vengono quantizzati e i modi normali corrispondono ai fononi. La zona di Brillouin definisce un limite superiore sul vettore d'onda e le onde possono interagire quando si sommano a multipli interi dei vettori di Brillouin (scattering di Umklapp).
Sebbene i sistemi a tre onde forniscano la forma più semplice di interazioni risonanti nelle onde, non tutti i sistemi ammettono interazioni a tre onde. Ad esempio, l'equazione delle onde in acque profonde (ossia in cui la profondità dell'acqua è molto maggiore della lunghezza d'onda), un sistema in un mezzo continuo, non possiede un'interazione a tre onde. Il problema di Fermi-Pasta-Ulam-Tsingou, un sistema in un reticolo discreto, non ha un'interazione a tre onde. Permette un'interazione a quattro onde, ma questa non è sufficiente per termalizzare il sistema; ciò richiede un'interazione a sei onde. Di conseguenza, il tempo di termalizzazione finale va come l'inverso dell'ottava potenza della costante di accoppiamento, chiaramente, un tempo molto lungo per un accoppiamento debole, consentendo così alle famose ricorrenze FPUT di dominare su scale temporali "normali".

## Formulazione hamiltoniana
In molti casi, il sistema in esame può essere facilmente espresso utilizzando il formalismo hamiltoniano. Quando ciò è possibile, è possibile applicare una serie di manipolazioni, aventi la forma di trasformate di Fourier generalizzate e non lineari. Queste manipolazioni sono strettamente correlate al metodo della trasformata inversa di scattering.
Un esempio abbastanza semplice può essere tratto dallo studio delle onde marine in acqua profonda. In questo caso, la dinamica del sistema fisico considerato è descrivibile mediante il formalismo hamiltoniano: si possono definire due campi canonicamente coniugati {\displaystyle \phi (x,t)} e {\displaystyle \psi (x,t)}, che soddisferanno le equazioni di Hamilton (per semplicità si considera il caso con una sola coordinata spaziale {\displaystyle x}):
{\displaystyle \qquad \qquad {\frac {\partial \phi \left(x,t\right)}{\partial t}}={\frac {\delta {\mathcal {H}}}{\delta \psi \left(x,t\right)}},\qquad \qquad {\frac {\partial \psi \left(x,t\right)}{\partial t}}=-{\frac {\delta {\mathcal {H}}}{\delta \phi \left(x,t\right)}},}
in cui {\displaystyle {\mathcal {H}}} è l'hamiltoniana del sistema, e {\displaystyle \delta } indica la derivata funzionale rispetto ai campi  {\displaystyle \phi (x,t)} e {\displaystyle \psi (x,t)}. Conviene compiere una trasformata di Fourier rispetto allo spazio, esprimendo i due campi in funzione del numero d'onda {\displaystyle k}:
{\displaystyle \qquad \qquad {\hat {\phi }}_{k}(t)=\int _{-\infty }^{+\infty }e^{-ikx}\phi (x,t)dx,\qquad {\hat {\phi }}_{k}(t)=\int _{-\infty }^{+\infty }e^{-ikx}\phi (x,t)dx.}
A questo punto si esprimono i due campi in termini di una coppia di nuovi campi complessi coniugati, detti variabili normali (in cui {\displaystyle \omega _{k}} è la frequenza angolare corrispondente al numero d'onda {\displaystyle k}, data dalla relazione di dispersione del sistema):
{\displaystyle \qquad \qquad {\displaystyle {\hat {\phi }}_{k}(t)={\frac {1}{\sqrt {2\omega _{k}}}}\;\;\left(a_{k}+a_{-k}^{*}\right)},\qquad \qquad {\displaystyle {\hat {\psi }}_{k}(t)=-i{\sqrt {\frac {\omega _{k}}{2}}}\;\;\left(a_{k}-a_{-k}^{*}\right)}}
Tali campi non sono altro che la versione classica degli operatori di creazione e distruzione usati in meccanica quantistica. L'hamiltoniana del sistema può essere scomposta in un termine quadratico nelle variabili normali (che rappresenta la teoria lineare delle onde), e in un termine di ordine superiore (che invece descrive le interazioni non lineari). In tal caso, se la componente quadratica viene espressa come (eventuali costanti fisiche sono assorbite nelle varie definizioni dei campi):
{\displaystyle {\mathcal {H}}_{0}={\frac {1}{2}}\int (|{\hat {\psi }}_{k}|^{2}+\omega _{k}^{2}|\phi _{k}|^{2})dk={\frac {1}{2}}\int \omega _{k}|a_{k}|^{2}dk},
l'equazione che descrive l'evoluzione nel tempo delle variabili normali avrà la forma:
{\displaystyle i{\frac {\partial a_{k}}{\partial t}}=\omega _{k}a_{k}+{\frac {\delta {\mathcal {H}}_{int}}{\delta a_{k}^{*}}}}.
Applicando un certo numero di ulteriori trasformazioni canoniche, volte a eliminare i termini di interazione non risonante in {\displaystyle {\mathcal {H}}_{int}}, la dinamica del sistema sarà data da un'equazione avente la forma generica:
{\displaystyle i{\frac {\partial a_{k_{1}}}{\partial t}}=\omega _{k_{1}}a_{k_{1}}+\int T_{1234}a_{k_{2}}^{*}a_{k_{3}}a_{k_{4}}\delta (k_{1}+k_{2}-k_{3}-k_{4})dk_{2}dk_{3}dk_{4}}.
{\displaystyle T_{1234}} è il coefficiente di interazione a quattro onde, dipendente dal sistema fisico considerato (e dai numeri d'onda {\displaystyle k_{1},k_{2},k_{3},k_{4}}). L'integrale descrive quindi un processo di scattering di due onde in altre due onde, in cui devono essere rispettate la conservazione dell'energia e della quantità di moto, rappresentate dalle condizioni: {\displaystyle \omega _{k_{1}}+\omega _{k_{2}}=\omega _{k_{3}}+\omega _{k_{4}}} e  {\displaystyle k_{1}+k_{2}=k_{3}+k_{4}}. 
Nel caso delle onde marine, tale equazione prende il nome di equazione di Zacharov, in onore di Vladimir Evgen'evič Zacharov , che la introdusse per la prima volta nel 1968. Le onde marine sono un esempio di sistema che ammette interazione a quattro onde, mentre quelle capillari di interazione a tre onde (ossia, o un'onda che si scompone in altre due, o due onde che si uniscono in una).

## Storia
Le interazioni risonanti furono considerate e descritte per la prima volta da Henri Poincaré nel XIX secolo, nell'analisi perturbativa del problema dei tre corpi. I termini del primo ordine nella serie perturbativa possono essere ordinati a formare una matrice; gli autovalori della matrice corrispondono ai modi fondamentali della soluzione perturbata. Poincaré osservò che in molti casi ci sono combinazioni lineari intere degli autovalori che si sommano a zero; questa è l'interazione risonante originale. Quando è in risonanza, il trasferimento di energia tra le modalità può mantenere il sistema in uno stato di blocco di fase stabile. Tuttavia, passare al secondo ordine è impegnativo per vari motivi. Uno è che le soluzioni degeneri sono difficili da diagonalizzare (non esiste una base vettoriale univoca per lo spazio degenere). Un secondo problema è che le differenze compaiono nel denominatore del secondo e dei termini di ordine superiore nella serie di perturbazioni; piccole differenze portano al famoso problema del piccolo divisore. Questi possono essere interpretati come corrispondenti a comportamenti caotici. Per riassumere approssimativamente, risonanze precise portano alla dispersione e al mescolamento; risonanze approssimative portano a comportamenti caotici.

## Applicazioni
Le interazioni risonanti hanno trovato ampie applicazioni in molte aree. Di seguito è riportato un elenco selezionato di alcune di questi, che esemplifica l'ampia varietà di campi a cui tali idee sono state applicate.
- In regime di acque profonde, non ci sono interazioni a tre onde tra le onde di gravità superficiali; la forma della relazione di dispersione lo proibisce. Esiste, tuttavia, un'interazione a quattro onde; descrive molto bene l'interazione osservata sperimentalmente di onde che si muovono obliquamente (ossia senza dover introdurre parametri liberi o aggiustamenti).[7] Il formalismo hamiltoniano per le onde in acque profonde fu costruito da Zacharov nel 1968.[4]
- Le onde anomale sono onde superficiali oceaniche insolitamente alte e inaspettate; si ritiene che possano essere implicati fenomeni di propagazione solitonica, e in particolare, le interazioni risonanti fra tre di essi.[8]
- Le onde di Rossby, note anche come onde planetarie, descrivono sia la corrente a getto che le onde oceaniche che si muovono lungo il termoclino. Esistono interazioni risonanti a tre onde fra le onde di Rossby, e quindi sono comunemente studiate come tali.[9]
- È stato osservato che le interazioni risonanti delle onde di Rossby hanno una connessione con le equazioni diofantee, normalmente considerate una tematica della teoria dei numeri.[10]
- Durante l'estate, nelle acque costiere poco profonde, è stato osservato che le onde sonore a bassa frequenza si propagano in modo anomalo. Le anomalie dipendono dal tempo, sono anisotrope e possono mostrare un'attenuazione eccezionalmente elevata. L'interazione risonante tra le onde acustiche e onde interne solitoniche è stata proposta come fonte di queste anomalie.[11]
- In astrofisica, le interazioni risonanti non lineari tra la deformazione e le oscillazioni, in un disco di accrescimento relativistico rotante attorno a un buco nero, sono state proposte come l'origine delle oscillazioni quasi periodiche osservate nell'intervallo del kilohertz nelle binarie a raggi X di bassa massa.[12] La non linearità che fornisce l'accoppiamento è dovuta alla relatività generale; dischi di accrescimento in gravità newtoniana, per esempio gli anelli di Saturno, non hanno questo particolare tipo di interazione risonante (tuttavia dimostrano molti altri tipi di risonanze).
- Durante il rientro atmosferico di un veicolo spaziale, l'alta velocità del veicolo riscalda l'aria in un plasma arroventato. Questo plasma è impenetrabile alle onde radio, causando un blackout delle comunicazioni radio. Le interazioni risonanti che accoppiano meccanicamente (acusticamente) la navicella al plasma sono state considerate come un possibile mezzo per scavare un "tunnel" per le onde radio, ristabilendo così le comunicazioni radio durante una fase di volo particolarmente critica.[13]
- Le interazioni risonanti sono state proposte come un modo per unire l'elevata risoluzione spaziale dei microscopi elettronici all'elevata risoluzione temporale dei laser, consentendo microscopia di precisione sia nello spazio che nel tempo.[14] L'interazione risonante sarebbe tra elettroni liberi ed elettroni legati sulla superficie di un materiale.
- Le particelle cariche possono essere accelerate dall'interazione risonante con le onde elettromagnetiche.[15] Le particelle scalari (atomi neutri) descritte dall'equazione di Klein-Gordon possono essere accelerate dalle onde gravitazionali (come quelle emesse dalle fusioni di buchi neri).[16]
- La base fisica della bioattività macromolecolare, il riconoscimento molecolare, l'interazione proteina-proteina e proteina-DNA, è poco conosciuta. Tali interazioni sono note per essere elettromagnetiche (trattandosi di un fenomeno chimico), ma per il resto sono poco conosciute (non sono "solo legami a idrogeno"). Il modello di riconoscimento risonante(RRM) descrive tale legame molecolare in termini di interazioni risonanti.[17][18] In una proteina, gli elettroni di valenza su vari amminoacidi si delocalizzano e hanno una certa libertà di movimento all'interno della proteina. Il loro comportamento può essere modellato in modo relativamente semplice con un potenziale effettivo ione-elettrone (EIIP), uno per ciascun amminoacido o nucleotide distinto. Il risultato della modellizzazione fornisce degli spettri verificabili sperimentalmente, confermando così i risultati numerici. Inoltre, il modello fornisce la relazione di dispersione necessaria da cui si possono dedurre le interazioni risonanti. Le interazioni risonanti sono ottenute calcolando gli spettri incrociati. Poiché le interazioni risonanti mescolano stati (e quindi alterano l'entropia), il riconoscimento potrebbe procedere attraverso forze entropiche.
- L'interazione risonante tra campi elettromagnetici ad alta frequenza e cellule tumorali è stata proposta come metodo per il trattamento del cancro.[19]